# Droit canonique de l'Église orthodoxe
Le droit canonique de l'Église orthodoxe est un droit qui comprend les règlements ecclésiastiques reconnus par les autorités de l'Église orthodoxe, ainsi que la discipline, l'étude et la pratique du droit dans l'Église orthodoxe.
Dans l'Église orthodoxe, le droit canonique est une norme de comportement qui vise à appliquer le dogme à des situations pratiques de la vie quotidienne des chrétiens orthodoxes. Contrairement au droit canonique de l'Église catholique, le droit canonique orthodoxe est correctif plutôt que normatif, ce qui signifie qu'il est formulé en réponse à certaines questions, défis ou situations.
Le droit canonique orthodoxe est la partie formalisée de la loi divine, et vise à terme à promouvoir la "perfection spirituelle" des membres de l'Église.
Le droit canonique de l'Église orthodoxe n'est pas codifié ; son corpus n'a jamais été organisé ou harmonisé en un code formel de droit ecclésiastique. Par conséquent, certains canons de l'orthodoxie orientale se contredisent, comme ceux liés à l'accueil des hérétiques dans l'Église et à la validité de leurs sacrements. Il s'agit donc davantage d'un guide plutôt que de textes normatifs absolus et ils doivent toujours être entendus dans leur sens profond et spirituel.

## Définition
Le droit canonique orthodoxe est "une norme de comportement" et "la tentative d'appliquer le dogme à la situation pratique de la vie quotidienne de chaque chrétien [orthodoxe]". Le droit canonique orthodoxe est "la partie formalisée de la loi divine" pour les fidèles orthodoxes.
Viscuso déclare que le droit canon orthodoxe exprime deux réalités. Théologiquement, c'est l'expression de « la vérité de Dieu compte tenu du temps et des circonstances » ; ecclésiologiquement, c'est l'expression de la « vie pastorale » de l'Église orthodoxe et de l'histoire de l'Église orthodoxe. Il dit que le droit canonique orthodoxe "est incarné ; la vérité est appliquée ou incarnée dans des circonstances spécifiques de l'histoire".

### Canons
Dans l'Église orthodoxe, les canons sont des « normes ecclésiastiques émises par l'Église par la voix collective des évêques réunis en conciles œcuméniques ou locaux, s'exprimant sous l'inspiration de l'Esprit Saint et en accord avec l'enseignement du Christ et les dogmes de l'Église. De plus, les Pères de l'Église émettent des canons ou écrivent des lettres qui finissent par être considérées comme entièrement ou partiellement canoniques. Une place spéciale dans le droit canonique [orthodoxe] est donnée aux [quatre-vingt-cinq] canons des saints apôtres, attribués aux apôtres et rassemblés dans différents ouvrages. »
La plupart des canons orthodoxes sont des canons disciplinaires ou pénitentiels ; ces canons concernent principalement les mauvaises actions et les péchés. D'autres types de canons traitent de questions administratives et dogmatiques. De nombreux canons administratifs ne sont pas très différents des lois et règlements laïques, car ces canons sont émis à la suite d'interactions entre l'Église et l'État.
La plupart des canons ne sont pas considérés comme infaillibles et peuvent donc être modifiés ou réinterprétés par un concile œcuménique, la source suprême du droit de l'Église orthodoxe.
Certains théologiens orthodoxes qualifient les canons orthodoxes comme "saints canons".

### Autres législations
Le deuxième canon du concile in Trullo établit que les sources canoniques officielles sont les Apôtres, les conciles œcuméniques et locaux, et les écrits patristiques. Cependant, parallèlement à ceux-ci, à divers moments dans le temps, l'Église orthodoxe donne une autorité canonique à de nombreuses autres sources : "décisions des patriarches, actes de synodes, commentaires canoniques, œuvres canoniques sous diverses formes, y compris les nomocanons, réponses canoniques, et d'autres".
Parallèlement aux canons, les Églises orthodoxes autocéphales, "ainsi que d'autres branches de l'Église, publient leurs propres décrets canoniques, qui traitent principalement de l'organisation, des relations et des coutumes des Églises locales". Ces Églises autocéphales publient également des décrets sur la vie de l'Église orthodoxe, ainsi que sur les aspects particuliers de l'ordre et de la discipline de ces Églises autocéphales. Ces législations font également partie du droit canon orthodoxe en moindre mesure.
La Tradition de l'Église orthodoxe contribue au corpus de normes ecclésiastiques du droit canon orthodoxe, en fournissant des vérités de foi qui sont deviennent finalement universellement acceptées.
Dans le droit canonique orthodoxe, une épître canonique est un commentaire d'un évêque sur une question qui a reçu le statut de droit canonique.

### Hiérarchie
Il existe une hiérarchie entre les sources du droit canon orthodoxe.
Les canons sont considérés comme « l'acte ecclésiastique des plus hautes autorités de l'Église » ainsi que « la vérité révélée du Christ et des Écritures, parfois véhiculée par l'expérience des pères spirituels » ; il y a une hiérarchie entre eux. Les canons émis par les conciles œcuméniques sont les plus importants ; ils sont suivis en importance par celles émises par les conseils locaux ; les plus bas canons en importance sont ceux émis par les Pères de l'Église.
Quant aux règles et décrets émis par les églises orthodoxes individuellement, ils ont une application locale et non universelle ; par conséquent, ils sont considérés comme des « règles consultatives ». Les 85 Canons des Saints Apôtres occupent une "place spéciale" dans le droit canon orthodoxe.

## Non-codification
Le droit canonique de l'Église orthodoxe n'est pas codifié ; le corpus du droit canonique orthodoxe oriental "n'a jamais été rationalisé ou organisé en un code formel de droit ecclésiastique (comme dans l'Église catholique romaine)". Certains hiérarques, prêtres et théologiens peuvent avoir encouragé une codification dans le passé comme Nicodème l'Hagiorite ou les Nomocanons, mais ces tentatives ne sont pas reçues par tous les orthodoxes. Certains canons du droit canon orthodoxe oriental se contredisent, comme ceux liés à l'accueil des hérétiques dans l'Église et à la validité de leurs sacrements. Dans un tel cas, il s'agit de comparer les différents canons et de regarder lequel est issu d'une plus haute autorité.
Puisqu'il n'y a pas de codification universelle du droit canon orthodoxe, une grande importance est accordée à la législation locale de chaque Église orthodoxe. Les chrétiens orthodoxes considèrent que le canon 39 du concile in Trullo de 692 ("Car nos pères porteurs de Dieu ont également déclaré que les coutumes de chaque église devaient être préservées") a reconnu le droit de chaque église locale d'avoir ses propres lois ou règlements spéciaux. Cependant, ces lois ou règlements doivent toujours refléter l'esprit de la loi universelle de l'Église orthodoxe telle qu'elle se trouve dans les canons et peuvent être assez facilement être brisés en cas de souci par un concile œcuménique ou une décision de l'Église Mère.

## Histoire
La plupart des canons du droit canonique orthodoxe est publiée en réponse à une question dogmatique ou morale spécifique, ou à une déviation qui s'est produite dans l'histoire de l'Église orthodoxe ; l'existence même de ces canons ainsi que leur formulation particulière est due à certaines controverses spécifiques dans l'Histoire.
Le premier canon de plusieurs conciles, dont celui de Chalcédoine déclarent qu'il est impératif pour toute l'Église orthodoxe de s'accorder à tous les canons précédemment formulés.
Les législations qui sont tirées des écrits patristiques sont introduites pour la première fois dans la législation de l'Église orthodoxe grâce au travail du patriarche Jean III le Scholastique au VIe siècle, dans son influente collection de canons ecclésiastiques appelée Synagoge des canons ecclésiastiques divisés en 50 titres,. Dans ce recueil divisé en 50 titres selon la hiérarchie ecclésiastique, on trouve : tous les canons des conciles œcuméniques, les 85 canons apostoliques, les canons du Synode de Sardique, et les 68 canons de saint Basile qui sont dérivés de ses deuxième et troisième épîtres canoniques.
Le premier canon du concile de Nicée II "prévoit la reconnaissance des sources canoniques". Ce canon dispose que la fidélité doit être observée envers tous les canons précédents. Dans le deuxième canon du même concile, il est indiqué qu'il est exigé de tout évêque lors de sa consécration qu'il promette solennellement son allégeance aux canons.
La présence d'un canon dans une collection de canons orthodoxes ne signifie pas que ledit canon est en vigueur au moment où il a été mis dans la collection. En effet, certaines collections canoniques sont constituées pour enregistrer des institutions et des pratiques qui ont cessé d'exister depuis longtemps. "Par exemple, certains recueils canoniques postérieurs parlent de l'ordre des pénitents (pleurs, auditeurs, prosternés et ceux qui se tiennent avec) ou des diaconnesses comme si ces réalités de l'Église primitive continuent d'exister plus tard au Moyen Âge".
À la fin de la période byzantine, c'est-à-dire du XIIe   au   XVe siècle, « il y a une approche systématique pour traduire les canons dans une application moderne ». En revanche, à l'époque moderne, l'Église orthodoxe "ne s'est pas approprié son corpus formel reçu de droit canonique, généralement compris comme les canons des conciles œcuméniques, des conciles locaux et ceux tirés des écrits patristiques".

## Compilations, corpus de base

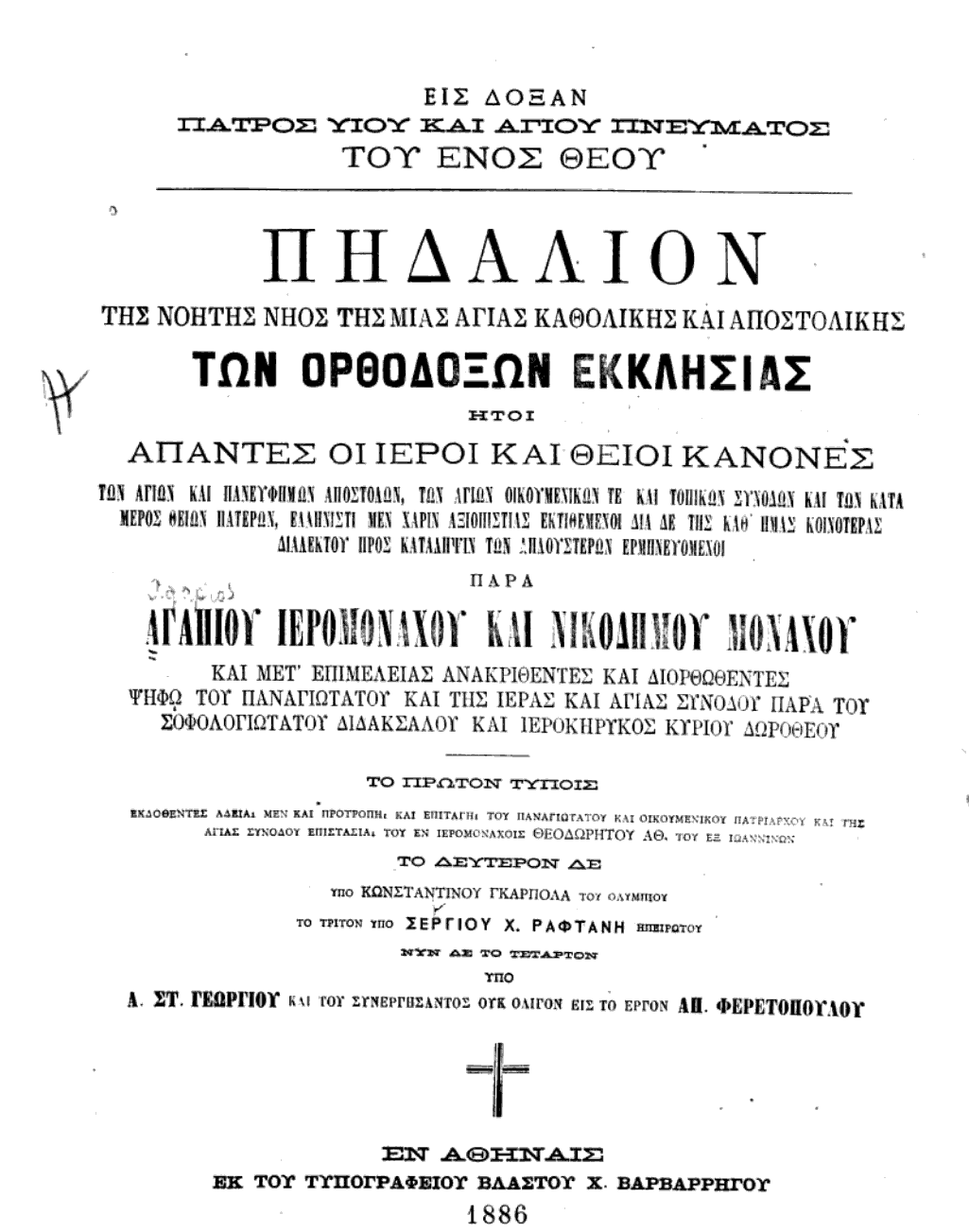
Première page d'une édition de 1886 du Pedalion (gouvernail), une célèbre collection de canons orthodoxes écrite par Nicodème l'Hagiorite.

Les canons du droit canonique "ont été émis par les conciles œcuméniques, par les conseils locaux (ratifiés par la suite par les conciles œcuméniques) et par les Pères de l'Église". Ces canons sont rassemblés et interprétés dans le Pedalion (gouvernail) au (XIXe siècle) ainsi que dans d'autres recueils de canons.
Le Pedalion est écrit par Nicodème l'Hagiorite et Agépius (saint orthodoxe). Il est publié pour la première fois en 1800. Il est ensuite adopté par le patriarche Néophyte VII de Constantinople et son Saint Synode en tant que recueil officiel de droit canonique. Il s'agit actuellement de la collection de droit canonique la plus utilisée dans les Églises orthodoxes de culture grecque.
Le consensus général accepte que le corpus central du droit canonique orthodoxe est un corpus compilé en 883 : un Nomocanon attribué à Photios de Constantinople. Ce nomocanon de 883 est composé du Nomocanon en 14 titres, de matériel tiré du concile in Trullo, des édits du concile de Nicée II, du concile Prime-second de 861 et du concile photien de 879, ainsi que de l'épître de saint Taraise,.

### Liste des sources des canons
Les sources des canons du droit canonique orthodoxe sont, selon Mihai :
- Canons des conciles œcuméniques
  - Nicée I (325) : 20 canons
  - Constantinople Ier (381) : 7 canons
  - Éphèse (431) : 8 canons
  - Chalcédoine (341) : 30 canons
  - Concile de Quinisext (691) : 102 canons
  - Nicée II (787) : 22 canons
- Canons des conciles locaux
  - Carthage (256) : 1 canon [note 1]
  - Ancyre (314) : 25 canons [note 1]
  - Néocésarée (324 [ sic, probablement 314]) : 15 canons [note 2]
  - Gangra (340) : 21 canons [note 1]
  - Antioche (341) : 25 canons [note 1]
  - Laodicée (380) : 60 canons [note 1]
  - Sardica (343): 21 canons [note 1]
  - Constantinople (394) : 1 canons [note 1]
  - Carthage II (419) : 133, 138 ou 141 canons selon la source
  - Concile de Constantinople (861) : 17 canons
  - Quatrième Concile de Constantinople (879-880) : 3 canons
- Canons des Pères de l'Église
  - Denys d'Alexandrie (195-265): 4 canons [note 3]
  - Grégoire de Néocésarée (213-270) : 11 canons [note 3]
  - Pierre d'Alexandrie (311) : 15 canons [note 3]
  - Athanase le Grand d'Alexandrie (295-373): 3 canons [note 3]
  - Basile de Césarée (330-379) : 92 canons [note 1]
  - Timothée d'Alexandrie (385) : 18 canons [note 3]
  - Grégoire le Théologien (390) : 1 canon
  - Grégoire de Nysse (395) : 8 canons [note 1]
  - Amphilochius d'Iconium (404) : 1 canon
  - Théophile d'Alexandrie (412) : 14 canons [note 1]
  - Cyrille d'Alexandrie (444) : 5 canons [note 1]
  - Gennade de Constantinople (-471) : 1 canon [note 1]
  - Jean de Constantinople (595) : 34, 49 ou 65 canons selon la source [note 4]
  - Tarase de Constantinople (828) : 1 canon [note 4]
  - Théodore de Studium (759-827) : 17 canons [note 4]
  - Nicéphore de Constantinople (828) : 49 canons [note 4]
  - Nicolas, patriarche de Constantinople (1111) : 11 canons
- Canons attribués aux Apôtres
  - Canons des Saints Apôtres : 85 canons

## Spécificités juridiques
Dans le droit canonique orthodoxe, les canons sont considérés comme "appartenant à l'Église", ils ne peuvent donc pas être considérés comme des "lois positives " au sens juridique.
Les canons en usage dans l'Église orthodoxe ne sont pas exhaustifs, car ils ne couvrent pas tous les aspects possibles de la foi et de la vie de l'Église.
La nature du droit canonique orthodoxe est corrective et non prescriptive ; cela signifie que le droit canonique orthodoxe "répond aux situations une fois qu'elles se sont produites et ont affecté la valeur de l'Église, plutôt que d'anticiper les situations avant qu'elles n'arrivent". Le droit canon orthodoxe est réactif et non proactif. Cela signifie que les canons sont  émis en réponse à "des situations et des comportements qui s'écartent des normes, et non pour des situations futures ou potentielles". Au fil du temps, de nouveaux péchés et erreurs apparaissent pour lesquels il n'y a pas de canon. Il est possible qu'un canoniste, "par une interprétation et une association soigneuses", puisse recommander un canon existant pour un péché de ce type; par exemple, un canon déjà existant condamnant l'automutilation de son corps pourrait être utilisé pour les piercings, si l'argumentation et la raison le permet. L'interprétation des canons doit être faite selon « l'esprit (l'intention) » de l'Église orthodoxe, et non selon l'opinion de l'interprète.
Le dispensateur du ou des canons peut être un évêque, un prêtre ou un père spirituel.
Il n'y a pas de précédents dans le droit canon orthodoxe oriental. De plus, chaque décision du droit canon orthodoxe est unique et souvent privée, en raison de l'application de l'acribie ou de l'économie.
Le succès de l'application du droit canonique orthodoxe dépend de la mesure dans laquelle le pécheur accepte les mesures correctives du droit canonique; plus le pécheur accepte, plus l'application est réussie.

## Pénitences
"Sachant que l'amour plutôt que la peur est la base du comportement humain", le droit canonique orthodoxe cherche "à personnaliser les pénitences en fonction à la fois de la gravité du péché et de l'attitude du pénitent ".
Dans le droit canon orthodoxe oriental, il existe deux notions : l'acribie et l'économie. L'acribie signifie la dureté, elle est l'application stricte (parfois même l'extension) de la pénitence accordée à une situation qui le nécessite. L'économie, au contraire, est une entorse aux canons dans le cas où la situation le nécessite. L'économie n'est jamais normative et n'est à utiliser qu'à des instants précis, sans qu'elle ne constitue une norme par son application.
Les canons disciplinaires sont sujets à interprétation et à l'usage de l'acribie ou de l'économie, car ils sont donnés « pour des situations spécifiques et dans des contextes spécifiques qui peuvent changer avec le temps et la situation ». En revanche, les canons dogmatiques ne sont pas sujets à interprétation ni à l'acribie ou à l'économie. En effet, les canons dogmatiques sont considérés comme des "vérités de foi immuables et immuables".

## Sujets
Les sujets du droit canonique orthodoxe sont:

« les sources du droit canonique orthodoxe oriental, l'ordre des églises, la fondation de nouvelles églises orthodoxes, la canonisation des saints, le calendrier ecclésiastique, le contrôle de l'exécution de la justice , le tribunal ecclésiastique, la réglementation des opinions chrétiennes sur le mariage, l'accueil des convertis d'autres confessions, les relations de l'Église avec les autorités civiles, la corrélation du droit ecclésiastique avec le droit civil, les finances et les relations de propriété. Le droit canonique orthodoxe comprend les sujets et les méthodes d'autres disciplines théologiques : l'analyse critique de l'histoire de l'Église, l'enseignement doctrinal, la théologie dogmatique, les canons des saints pères patristique, le baptême et réception dans l'église liturgique et en général, tous les sacrements. »

## Interprétation
Les canons orthodoxes sont acceptés au sein de l'Église comme n'étant pas explicites ; les canons ne peuvent être interprétés sans tenir compte de leur contexte doctrinal et de leur pratique, ainsi que de la tradition de foi.

## Buts
Les chrétiens orthodoxes croient que lorsque Jésus-Christ a confié à l'Église orthodoxe - une société d'humains mortels - la tâche de sauver les âmes, il a obligé l'église à avoir une loi comme moyen nécessaire à sa survie. Les chrétiens orthodoxes croient que le but de leur droit canonique est d'aider l'Église orthodoxe à s'organiser, à superviser l'orthodoxie de ses membres et à empêcher le factionnalisme au sein de l'Église orthodoxe. En bref, les chrétiens orthodoxes orientaux croient que Jésus-Christ a poussé son Église à se donner un ensemble de règles pour qu'elle survive.

## Comparaisons

### Droit civil
Contrairement à ce qui se passe dans le droit civil, dans le droit canonique orthodoxe "les peines pour les transgressions canoniques sont médicinales et orientées vers l'état spirituel du contrevenant ainsi que le bien-être du Corps du Christ, l'Église". Ceci est "mis en évidence par la mesure drastique consistant à isoler un membre spirituellement destructeur par l'excommunication (privation de la communion) ou l'anathème (exclusion de l'Église) ".
Les sources du droit canonique orthodoxe et du droit civil sont différentes; la source du droit civil est le pouvoir séculier (le dirigeant, le parlement ou l'organe législatif élu), tandis que le droit canonique orthodoxe oriental est élaboré par l'Église orthodoxe et la source du droit canonique orthodoxe est l'accord des clercs et des fidèles sur un point,. Les différences entre le droit canonique séculier et orthodoxe sont également dans leurs buts parce que le but du droit canonique orthodoxe est le salut de l'humanité, dans le temps parce que le droit canonique orthodoxe est perçu comme s'étendant au-delà de cette vie dans la vie suivante, dans leur portée aussi parce que le droit canonique orthodoxe oriental inclut la conscience humaine, et dans leur place parce que le droit canonique orthodoxe s'applique à l'Église universelle sans distinction de frontières. De plus, la philosophie diffère également : la matière du droit canonique orthodoxe est l'âme et les péchés, tandis que la matière du droit civil est la violation de la loi. Une autre différence est que contrairement au droit séculier, le principe du droit canonique est "l'obéissance volontaire et non les contraintes forcées" ; les sanctions pour violation du droit canonique "doivent être volontairement acceptées et suivies: elles ne sont pas forcées".

### Autres droits canons chrétiens
L'interprétation du droit canonique orthodoxe "n'est basée ni sur le légalisme (comme dans l'Église catholique romaine) ni sur la logique (comme dans les églises protestantes), mais sur des approches à la fois intellectuelles et mystiques de Dieu". Une autre distinction par rapport au droit canonique catholique romain est que la tradition orthodoxe est corrective plutôt que prescriptive; plutôt que d'anticiper une situation particulière ou un problème hypothétique, le droit canonique de l'orthodoxie est développé en réponse à des événements, des questions ou des circonstances à mesure qu'ils surviennent.